# Mönkhagen
Mönkhagen er en by og kommune i det nordlige Tyskland, beliggende i Amt Nordstormarn under Kreis Stormarn. Kreis Stormarn ligger i den sydøstlige del af delstaten Slesvig-Holsten.

## Geografi
Mönkhagen ligger ca. otte kilometer nordvest for Lübeck og vest for Stockelsdorf. Bundesstraße 206 og motorvejen A20 fra Lübeck til Bad Segeberg går gennem kommunen. Vandløbene Niendorferbek, Kornbek, Heilsau, Reinsbek, Martelsbek og Eckhorster Lauf løber gennem kommunen.